# Малхасян, Арарат Цолакович
Арара́т Цола́кович Малхася́н (арм. Արարատ Մալխասյան, 29 марта 1948, Октемберян) — бывший депутат парламента Армении.
- 1965—1970 — Ереванский государственный университет. Химик.
- 1970—1973 — аспирантура Московского государственного университета. Доктор химических наук, профессор.
- 1974 — работал младшим научным сотрудником института органической химии АН Армянской ССР.
- 1974—1993 — в НПО «Наирит», во Всесоюзном НИИ полимеров старшим научным сотрудником, заведующим лабораторией, начальником отдела.
- 1993—2000 — директор ГЗАО НПО «Парен» министерства сельского хозяйства Армении.
- 2000—2002 — начальник управления по стандартизации, метрологии и сертификации при правительстве Армении.
- 2002—2003 — заместитель министра торговли и промышленности Армении.
- 5 августа 2003 — избран депутатом парламента. Член постоянной комиссии по вопросам науки, образования, культуры и молодёжи. Член «РПА».